# Universidad Politécnica Taiwán Paraguay
La Universidad Politécnica Taiwán-Paraguay (UPTP) es una institución técnica en Paraguay, creada conjuntamente por la Universidad Nacional de Ciencia y Tecnología de Taiwán y el gobierno paraguayo.
La UPTP cuenta con cuatro departamentos académicos, respaldados por la NTUST. Actualmente, no tiene campus propio, y los estudiantes de la primera generación cursan dos años en Taiwán antes de graduarse.

## Historia y situación actual

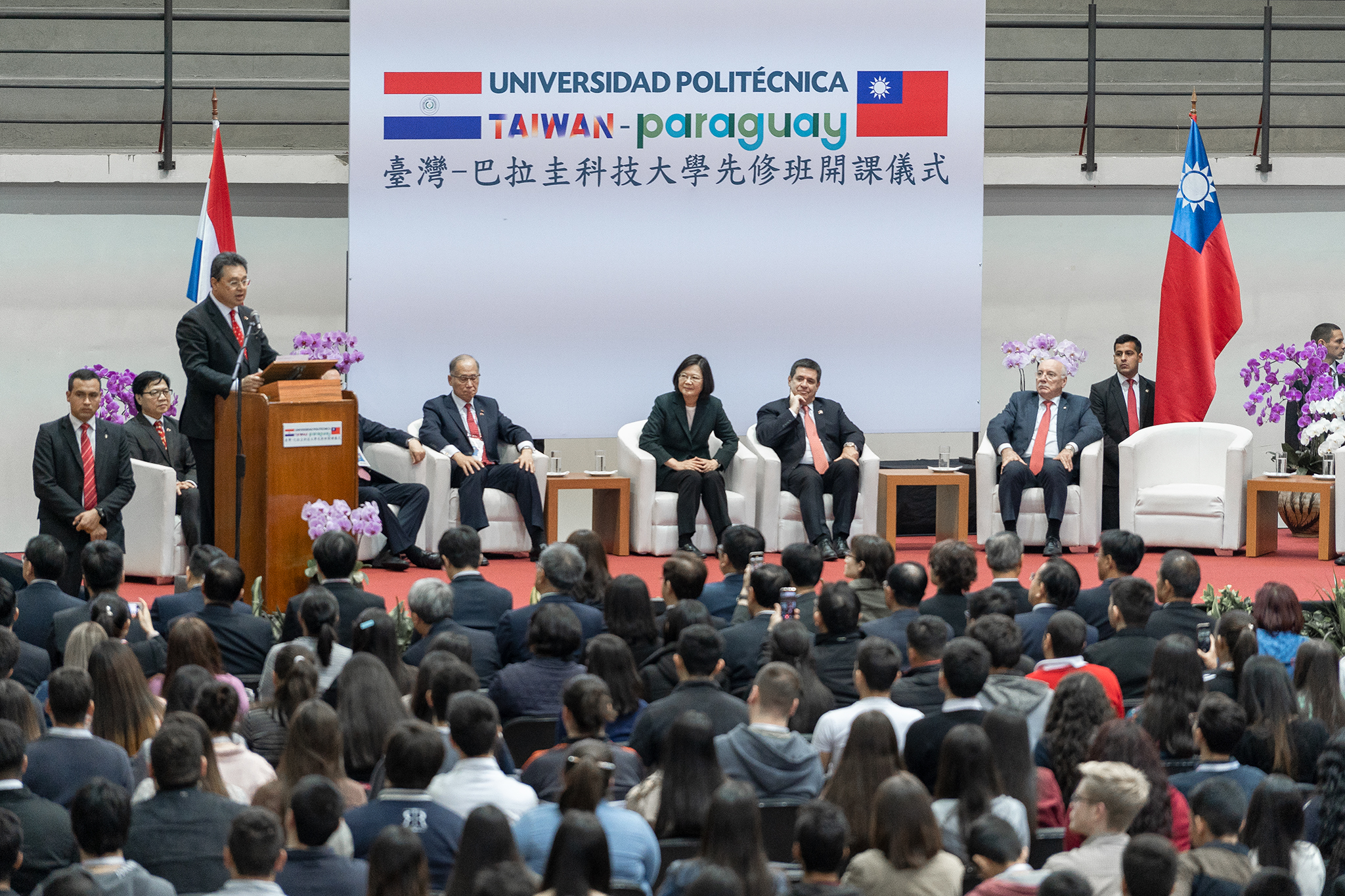
La Presidenta Tsai participa en la ceremonia de develación de placa de la Universidad Politécnica Taiwán-Paraguay.

La UPTP se creó en 2017, como resultado de la cooperación entre Taiwán y Paraguay en el 60.º aniversario de sus relaciones diplomáticas, impulsada por los presidentes Tsai Ing-wen y Horacio Cartes. El 5 de diciembre de 2017 se firmó un memorando de cooperación. El 31 de mayo de 2018, Paraguay promulgó la Ley N.º 6.096/18, oficializando la UPTP. El 15 de agosto de 2018, se iniciaron los cursos preparatorios, y el 12 de marzo de 2019, se admitió a la primera generación de estudiantes.